# Simulium diaznajerai
Simulium diaznajerai är en tvåvingeart som beskrevs av Vargas 1943. Simulium diaznajerai ingår i släktet Simulium och familjen knott. Inga underarter finns listade i Catalogue of Life.